# 16 de gener
El 16 de gener és el setzè dia de l'any del calendari gregorià. Queden 349 dies per finalitzar l'any i 350 en els anys de traspàs.

## Esdeveniments
Països Catalans

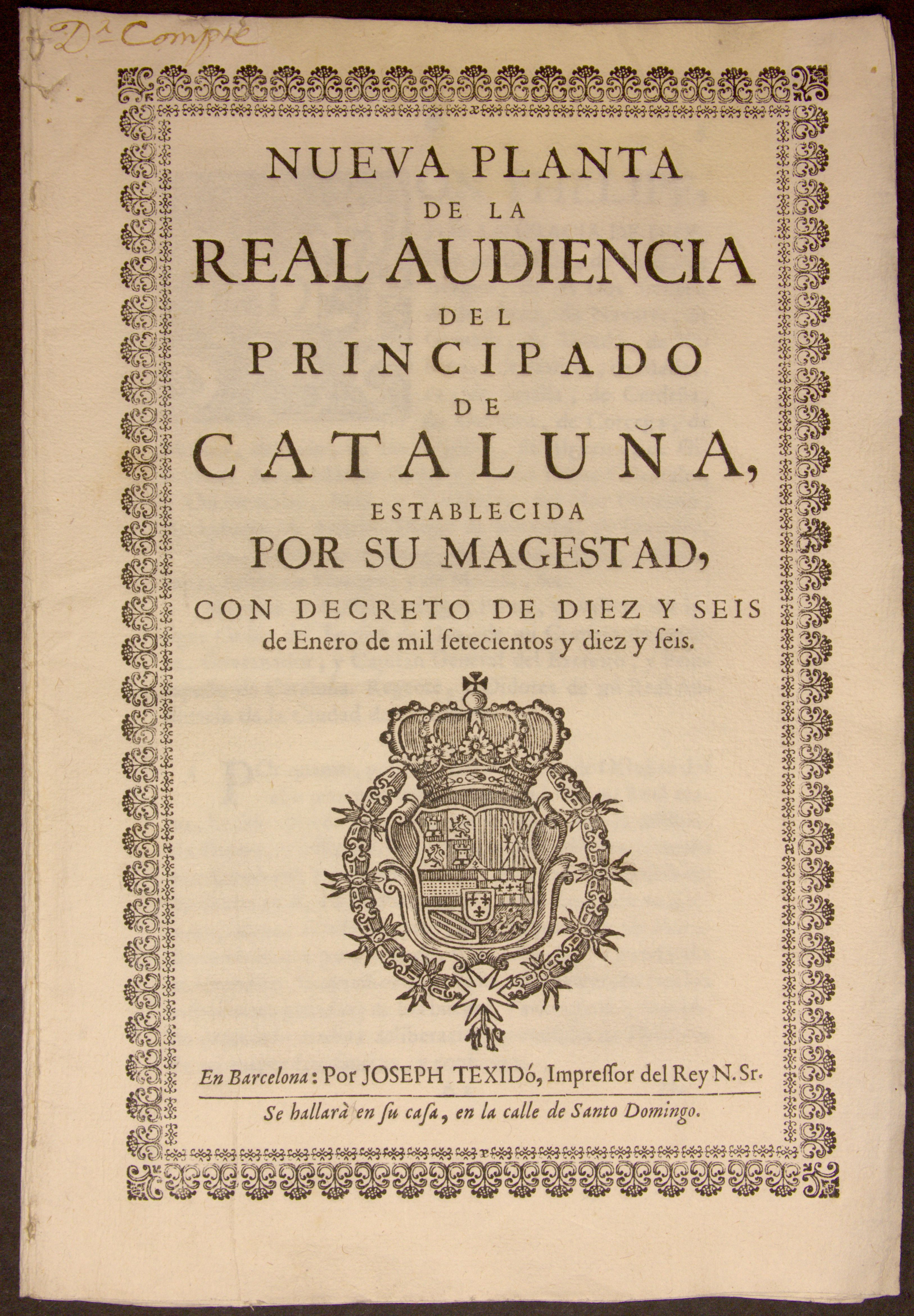
El Decret de Nova Planta (en el seu punt núm. 5) prohibí l'ús de la llengua catalana a la nova administració de justícia i de govern de Catalunya

- 1387, Barcelona: Joan I el Caçador instaura el títol de Duc de Montblanc, en concedir aquest títol a son germà Martí.
- 1641, Barcelona: Pau Claris proclama la República Catalana sota la protecció del Regne de França, tot i que al cap d'una setmana haurà de reconèixer la sobirania de Lluís XIII, guerra dels Segadors).
- 1716, Catalunya: el Consell de Castella, en nom del rei Felip V, hi promulga el Decret de Nova Planta, que annexiona el país a la Corona de Castella com a territori conquerit i el deixa sota administració militar en abolir-ne totes les institucions de sobirania política (guerra de Successió).[1]
- 1930, Barcelona: s'hi inaugura el conjunt d'edificis modernistes de l'Hospital de la Santa Creu i Sant Pau.
- 1984, Barcelona: TV3, el primer canal de Televisió de Catalunya, comença a emetre de manera regular.[2]
- 1984, Barcelona: TV3 emet el primer episodi de la sèrie de dibuixos animats Pac-Man. Es considera que és la primera sèrie en català de dibuixos animats, emesa per TV3.
- 2014, Barcelona: El Parlament de Catalunya aprova, amb 87 vots a favor, realitzar una petició al Congrés dels Diputats perquè la Generalitat de Catalunya pugui celebrar un referèndum sobre la independència de Catalunya.

Resta del món
- 27 aC, Roma: Cai Juli Cèsar Octavi rep el títol d'august pel Senat romà, la qual cosa significa la delegació de totes les funciones de l'Estat en la seva persona: comença l'Imperi Romà.
- 1605, Espanya: Primera edició d'El ingenioso hidalgo Don Quijote de la Mancha[3]
- 1632: El doctor Nicolaes Tulp fa la dissecció del criminal Aris Kindt, que seria immortalitzada per Rembrandt en el seu retrat de grup Lliçó d'anatomia del Dr. Nicolaes Tulp.
- 1756 - Westminster (Londres): el Regne d'Anglaterra i Prússia firmen el Tractat de Westminster que evitava que els enemics d'Anglaterra passessin per Prússia i que aquesta encapçalés les batalles a Europa de la Guerra dels Set Anys mentre Anglaterra se centrava a la Guerra Franco-Índia.
- 1809, Elviña (Província de la Corunya, Galícia): l'exèrcit britànic es retira de la península després de perdre en la batalla d'Elviña durant la guerra del Francès.
- 1872, Madrid: el president del govern, Sagasta, prohibeix l'AIT a Espanya instruint als governadors sobre les mesures que s'han de prendre per reprimir les vagues.
- 1919, Estats Units: s'aprova la divuitena esmena de la Constitució per la qual es prohibeix la manufactura, venda o transport de licors intoxicants.
- 1920, París: apareix l'article d'Henri Collet que bateja el Grup dels Sis, grup de compositors francesos avantguardistes, a la revista Comoedia.
- 1979, Iran: el xa Mohamed Reza Pahlevi fuig del país amb la família i s'exilia a Egipte, on morirà el 27 de juliol de l'any següent.
- 1992, Ciutat de Mèxic: representants del govern salvadorenc i del FMLN hi signen els Acords de Chapultepec, els quals posen fi a una guerra civil que feia dotze anys que durava.
- 1995, Andorra: Se celebra l'Assemblea fundacional del Centre de la Cultura Catalana a Andorra.[4]
- 2003, Cap Canaveral, Florida, EUA: tripulat per 7 astronautes, s'hi enlaira el darrer transbordador espacial Columbia, el qual explotarà en ple vol el primer de febrer, en tornar a la Terra.
- 2004, Tòquio (Japó): trenta soldats de les forces d'autodefensa nipona surten cap a l'Iraq per integrar-se (juntament amb vint militars de la força aèria que ja hi són) en les tropes de la coalició anglo-americana que ocupen aquest país: és la primera missió a l'estranger del Japó des de la Segona Guerra Mundial.[5]
- 2005:
  - Croàcia: Stipe Mesic -de tendència liberal, amb el suport del centre i el centreesquerra- revalida el càrrec de president del país en la segona volta dels comicis presidencials, enfront de la ministra Jadranka Kosor, de la Unió Democràtica Croata (HDZ).
  - Bucarest, Romania: Adriana Iliescu esdevé la mare més vella fins ara en parir als 66 anys una nena, concebuda amb fecundació in vitro, que es dirà Eliza Maria.
- 2006:
  - Monròvia, Libèria: Ellen Johnson-Sirleaf, guanyadora de les eleccions de l'11 de novembre de l'any anterior, pren possessió com a presidenta del país.
  - l'Iran: el govern hi prohibeix les activitats de la CNN.

## Naixements
Països Catalans
- 1834 - Sabadell: Feliu Crespí i Cirera, filador i alcalde de Sabadell.
- 1910 - Castellserà: Aurèlia Pijoan Querol, activista política i metgessa catalana, primera regidora de la Paeria de Lleida (m. 1998).[6]
- 1911 - Barcelona: Mercedes Núñez Targa, política republicana catalana (m. 1986).[7]
- 1920 - Mollet del Vallès: Josep Gonzalvo i Falcon, conegut com a Gonzalvo II, destacat jugador i entrenador de futbol català dels anys 40 (m. 1978).
- 1924 - Vinaròs, Baix Maestrat: Eugeni Giner, guionista i dibuixant de còmics valencià (m. 1994).
- 1947 - Barcelona: Mercè Foradada i Morillo, escriptora catalana.[8]
- 1951 - Barcelona: Gemma Lienas i Massot, escriptora, política i activista catalana.[9]
- 1959 - Vila-rodona, Alt Camp: Ramon Maria Calderé i Rey, destacat futbolista català dels anys 80 i posteriorment entrenador.
- 1968 - Barcelona: Mònica Terribas i Sala, periodista catalana, professora titular de la Universitat Pompeu Fabra. Del 2008 al 2012 fou directora de Televisió de Catalunya.
- 1971 - Barcelona: Sergi Bruguera i Torner, tennista professional català, guanyador de dos Roland Garros consecutius, i una medalla d'argent olímpica.[10]
- 1977 - Barcelona: Cristina Brondo, actriu de cinema i televisió catalana.[11]
- 1981 - Andorra la Vella: Marta Roure i Besolí, cantant andorrana que va portar per primer cop el català al Festival d'Eurovisió l'any 2004.[12]

Resta del món
- 1830, Milàː Sofia Fuoco, ballarina italiana (m. 1916).[13]
- 1874, Hèlsinki: Herman Gesellius, arquitecte finlandès.
- 1896, Varsòvia: Maria Ossowska, sociòloga i filòsofa social polonesa (m. 1974).[14]
- 1900, Aquisgrà, Imperi Alemany: Edith Frank, mare d'Anna i Margot Frank (m. 1945).[15]
- 1901, Banes, Cuba: Fulgencio Batista, militar i polític cubà, dictador, cap de l'estat de 1923 a 1959 (m. 1973).
- 1918 - Villanubla (Valladolid): Marcelo González Martín, cardenal espanyol, arquebisbe de Barcelona, figura de referència a l'Església espanyola durant la Transició (m. 2004).
- 1920 - Zhengzhou (Xina): Wei Wei, periodista i escriptor xinès, guanyador del Premi Mao Dun de Literatura de l'any 1982 (m. 2008).
- 1928 -
  - Saragossa, Aragó: Pilar Lorengar, coneguda soprano espanyola (m. 1996).[16]
  - Santander: Menchu Álvarez del Valle, periodista radiofònica espanyola i àvia de la reina Letizia (m. 2021).[17]
- 1932, San Francisco, Estats Units: Dian Fossey, zoòloga nord-americana (m. 1985).[18]
- 1933, Nova York: Susan Sontag, intel·lectual i escriptora: novel·lista, assagista, crítica i directora teatral i cinematogràfica (m. 2004).[19]
- 1934, Bradford, Pennsilvània, els Estats Units: Marilyn Horne, mezzosoprano estatunidenca.[20]
- 1937, La Haia, Països Baixos: Conny Vandenbos, cantant neerlandesa.
- 1943, Coventry, Anglaterra: Brian Ferneyhough, compositor anglès.[21]
- 1946, Rovigo, Véneto: Katia Ricciarelli, soprano d'òpera italiana.[22]
- 1950 - Roma (Itàlia): Andrea Riccardi, escriptor, polític i pacifista italià, fundador de la Comunitat de Sant Egidi, Premi Internacional Catalunya 2001.[23]
- 1976, Bahames: Debbie Ferguson-McKenzie, atleta de les Bahames, campiona olímpica el 2000.[24]
- 1982 - Hillerød, (Dinamarca):Birgitte Hjort Sørensen actriu danesa.
- 1995, Osaka, Japó: Takumi Minamino, futbolista japonès.
- 1996, Moscou, Rússia: Anastassia Grixina, gimnasta artística russa, subcampiona olímpica a Londres 2012.[25]

## Necrològiques
Països Catalans
- 1726 - Girona: Josep de Taverner i d'Ardena, erudit i religiós que fou bisbe de Solsona - electe - i de Girona (n. 1670).
- 1949 - Sant Vicenç de Montalt: Carme Martí i Riera, modista i empresària catalana, creadora del sistema de patronatge Martí (n. 1872).[26]
- 1955 - Carabanchel, Madrid: Gustau Vila i Berguedà, Grapa, dibuixant i caricaturista català (n. 1893).
- 1986 - Sabadell, Vallès Occidental: Camil Geis i Parragueras, poeta, músic i sacerdot catòlic (n. 1902).
- 1912 - Badalona, Barcelonès: Antoni Bori i Fontestà, mestre, pedagog i escriptor català.
- 1987 - Sabadell: Andreu Castells i Peig, pintor, historiador i editor català (n. 1918).
- 1994 - Medina de Pomar, Burgos: Concepción Sáinz-Amor, mestra i pedagoga del Patronat Escolar de Barcelona (n. 1897).[27]
- 2010 - Barcelona: Carme Espona i Grau, soprano i pedagoga musical catalana (n. 1919).[28]
- 2018 - Corbera, Ribera Baixa: Enric Banyuls, artiste multidisciplinar corberà (n. 1954).
- 2022 - Barcelona: Manuel Cabero i Vernedas, director coral català (n. 1926).[29]
- 2023 - Barcelona: Ramon Coll i Huguet, pianista menorquí (n. 1941).

Resta del món
- 1285 - Theux, principat de Lieja: Enric III de Gueldre, príncep-bisbe de Lieja de 1247 a 1274.
- 1664 - Affligem, Ducat de Brabant: Antoon Sanders, canonge, historiador, filòsof i teòleg flamenc.
- 1678 - París: Madeleine de Sablé, escriptora, filòsofa i salonnière francesa (n. 1599).[30]
- 1710 - La Flèche (França): Jean de Fontaney, jesuïta francès, matemàtic, astrònom, missioner a la Xina (n. 1643).
- 1883 - Madrid: Matilde Díez, actriu de teatre espanyola, una de les més destacades del segle xix (n. 1818).[31]
- 1891 - París, França: Léo Delibes, compositor francès (54 anys).
- 1942 - Table Rock Mountain, Estats Units: Carole Lombard, actriu estatunidenca (33 anys).[32]
- 1943 - París: Jane Avril, ballarina de cancan del Moulin Rouge, i model pictòrica de Toulouse-Lautrec (n. 1868).[33]
- 1957 - Nova York, Estats Units: Arturo Toscanini va ser un director d'orquestra italià.
- 1958 - Poznań, Polònia: Sofia Casanova, escriptora i periodista i primera espanyola corresponsal en un país estranger (n. 1861).[34]
- 1966 - Zúric: Margarete Susman, poeta, escriptora i crítica jueva alemanya (n. 1872).[35]
- 1967 - Praga: Marie Majerová, escriptora txeca (n. 1882).[36]
- 1982 - San Diego, Califòrnia: Ramón J. Sender, escriptor aragonès (n. 1901).
- 2009 - Chadds Ford, Pennsilvània, EUA: Andrew Wyeth, pintor estatunidenc d'estil realista (n. 1917).
- 2020 - Draguinhan, França: Christopher Tolkien, escriptor i professor universitari, fill i editor de John Ronald Reuel Tolkien (n. 1924).[37]
- 2021 - K2, Pakistan: Sergi Mingote, alpinista i polític (n. 1971).[38]
- 2023 - Roma: Gina Lollobrigida, actriu i reportera fotogràfica italiana (n. 1927).

## Festes i commemoracions
- Onomàstica:
  - Sant Marcel I,
  - Sant Fulgenci d'Écija,
  - Sant Honorat d'Arle;
  - Sant Danat de Vlorë, anacoreta;
  - Sants Berard, Pere, Otó, Acursi i Adjut, màrtirs franciscans;
  - Santa Tamara de Geòrgia;
  - beata Joana Maria Condesa Lluch, fundadora de les Religioses Esclaves de Maria Immaculada.
- Festa major de Sant Fulgenci (Baix Segura).
- Vigília de Sant Antoni Abat, patró de Menorca; se celebra sobretot a Manacor, Son Servera, Artà, Sant Llorenç des Cardassar, Pollença, Muro, Capdepera i especialment a sa Pobla, on hom surt al carrer a sopar al caliu dels foguerons.
- La vigília de Sant Antoni també es festeja a Canals (la Costera), on es fa una foguera gegant.[39]
- Dia Internacional de la Croqueta